# ミックハウゼン
ミックハウゼン (ドイツ語: Mickhausen) は、ドイツ連邦共和国バイエルン州シュヴァーベン行政管区のアウクスブルク郡に属す町村（以下、本項では便宜上「町」と記述する）である。この町はシュタウデン行政共同体に加盟している。

## 地理
この町は、アウクスブルク郡南西のシュタウデン地域の中心に位置している。シュタウデンはアウクスブルク＝ヴェストリヘ・ヴェルダー自然公園の中心部分をなしている。ミックハウゼンをシュムッター川が流れている。この町は12のゲマインデタイル（地理上の地区）からなる。
| - ブレッセナウハーフ - グリモルツリート - ケルヒスリート - ケプフィンガーホーフ - ライバー - ミックハウゼン | - ミュンスター - ニーダーホーフ - リーガー - リールホーフェン - シュヴァインバッハホーフ - ツィルケン |

## 歴史

### 自治体成立まで
アウクスブルクの都市貴族シュトルツヒルシュ家が13世紀から14世紀の土地領主で、その後14世紀から16世紀まではフライベルク家がこの町域の土地領主を引き継いだ。フッガー伯は16世紀から19世紀にこの村と城の所有者であった。1803年の帝国代表者会議主要決議以降、この地域はバイエルン選帝侯領に属した。

### 町村合併
現在の自治体ミックハウゼンは1978年5月1日の地域再編によって形成された。この再編では、1919年から独立した自治体であったミュンスターとグリモルツリートがミックハウゼンに合併した。廃止された自治体ラインハルツホーフェンの一部、人口約50人に相当する地域（ライバー、リーガー、ツィルケン）も同じく合併した。

## 住民

### 人口推移
1988年から2018年までの間にこの町の人口は1,108人から1,418人へ、310人 28 % 増加した。

## 行政

### 議会
ミックハウゼンの町議会は、直接選挙で選出された12人の議員と町長で構成される。

### 首長
町長は、2020年5月1日からミルコ・クヤート (Freie Wähler) が務めている。彼は、2020年3月15日の選挙で 51.6 % の支持票を獲得して町長に選出された。彼の前任者は以下の通りである。
- アントン・ミュラー (CSU/UWG/GH) 1982年 - 2008年
- ハンス・ビーヒェレ (CSU/UWG/Listen) 2008年 - 2020年

### 紋章
図柄: 青地。3つ（2-1に配置されている）の金の珠の上に棒立ちになる金のシカ。
この紋章は1967年から用いられている。

## 文化と見所

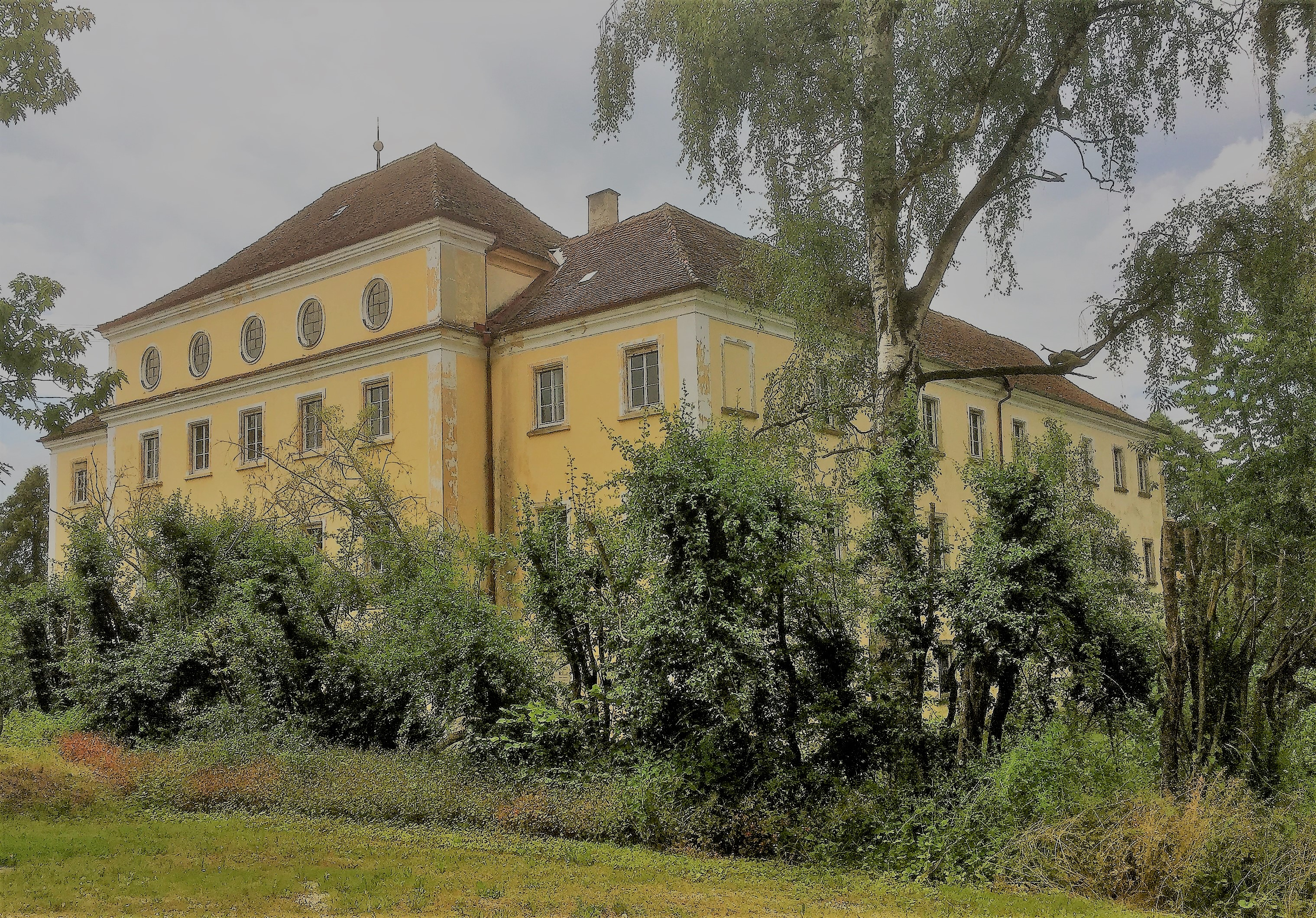
シュタウデン城

### 建築文化財
- ミックハウゼン城（シュタウデン城）: 三層四翼からなる、15/16世紀に建てられたルネサンス様式の城館である。1695年頃と1842年に改築された。城館前にある部分的に修復されたU-字型の付属建築の中に行政機関が入居している。
- カトリックの教区教会聖ヴォルフガング教会: 皇帝マクシミリアン1世が建設した城館礼拝堂が取り壊された跡に1535年から1538年にアントン・フッガー（ドイツ語版、英語版）が建設した教会堂である。
- カトリックのヘルゴッツルー（神の安息）礼拝堂: ヘルゴッツルー礼拝堂は、聖ヴォルフガング教会の北東約 300 m の丘の上にある。この礼拝堂はパウル・フッガーによって建設された。設計はヨハン・シュムーツァーが行った。
- 16世紀後半の古い農家: ハウプト通り52番地。建築文化財に指定されているクローバー型のアーチを持つドア飾りは建築文化財に指定されている。アンデレ十字の飾りが施された完全に保存された小屋組みも現存している。

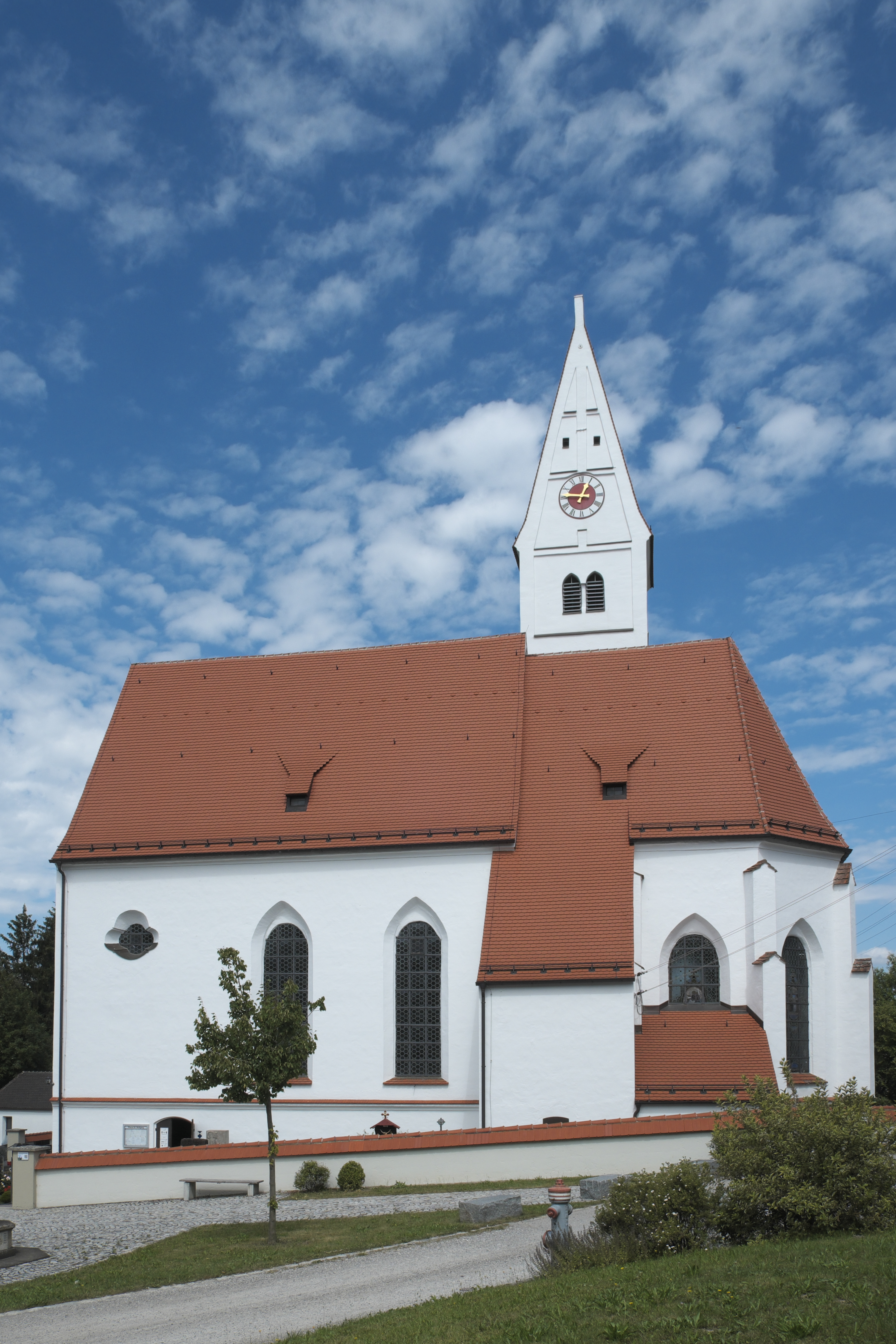
聖ヴォルフガング教会
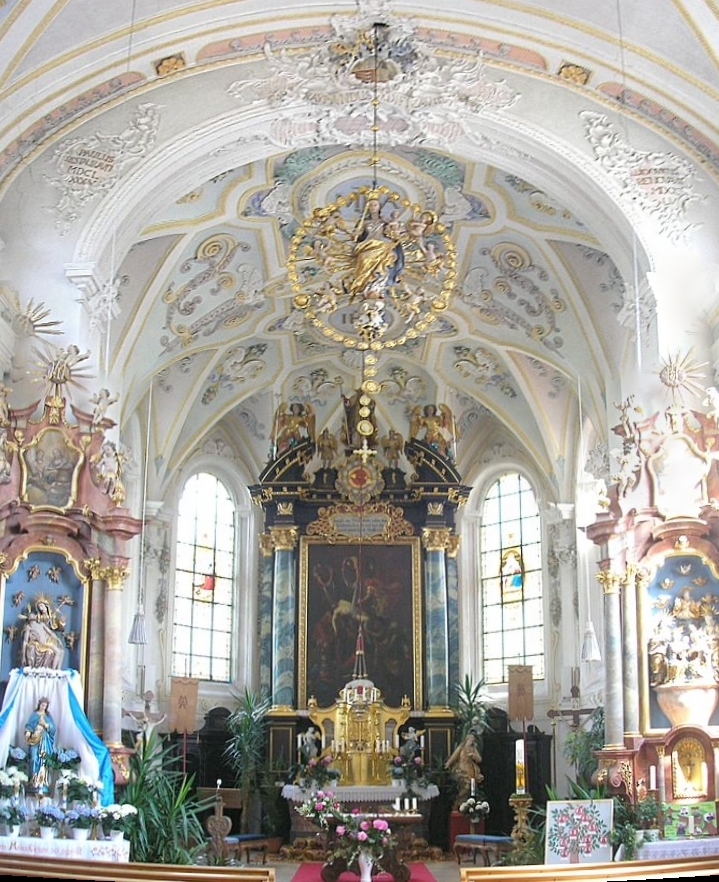
聖ヴォルフガング教会内陣
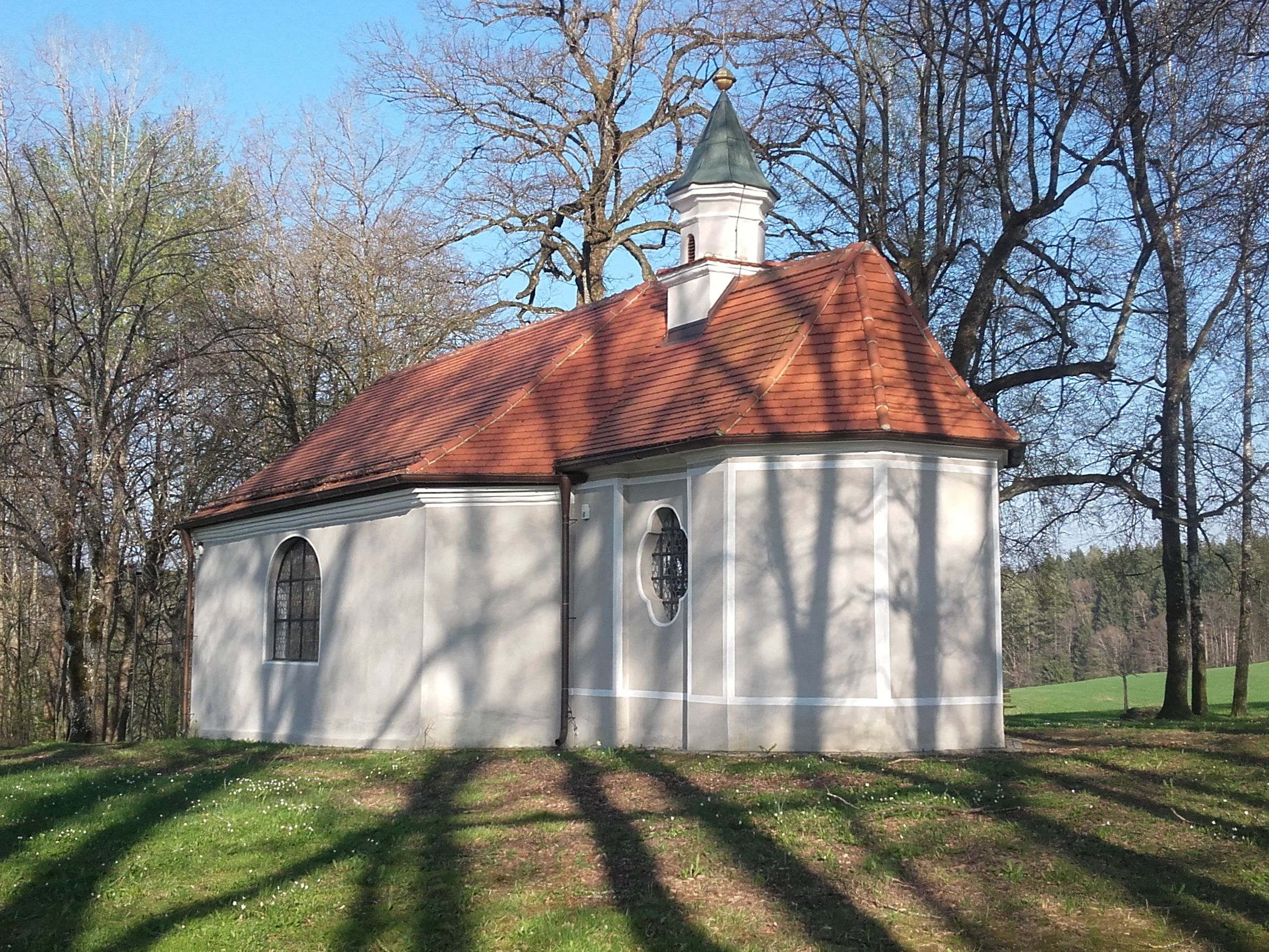
ヘルゴッツルー礼拝堂

### その他
ミュンスター地区をスタート地点として1964年から1985年まで開催されていたカーレース「ベルクレース・ミックハウゼン」は、2001年に再開された。

## 関連図書
- Martin Kluger (2012). Die Fugger um Augsburg, München und Ulm. Adel, Schlösser und Kirchen. Augsburg: Context Verlag. ISBN 978-3-939645-43-6